# 保型形式

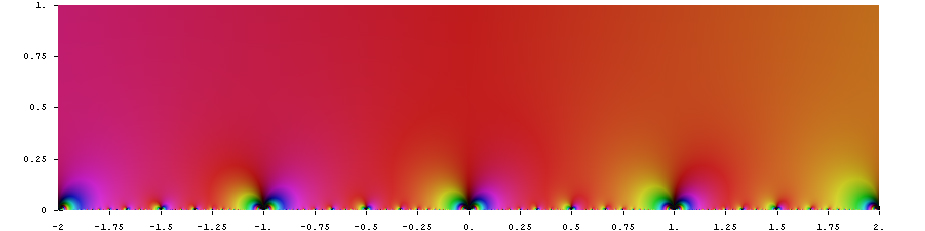
デデキントのエータ函数は複素平面上の保型形式である。

調和解析や数論において、保型形式（ほけいけいしき、英: automorphic form）は、位相群 G 上で定義された複素数（あるいは複素ベクトル空間）値の函数で、離散部分群 Γ ⊂ G の作用の下に不変なものである。保型形式は、ユークリッド空間における周期函数（これは離散位相群としての 1 次元トーラス上の函数と見なされる）を、一般の位相群に対して一般化したものである。
モジュラー形式は、モジュラー群あるいは合同部分群のひとつを離散部分群として持つ SL2(R)（特殊線型群）や PSL2(R)（射影特殊線型群）の上に定義された保型形式である。この意味では、保型形式の理論はモジュラー形式の理論の拡張である。
アンリ・ポアンカレ (Henri_Poincaré) は、三角函数や楕円函数の一般化として、最初に保型形式を発見した。ラングランズ予想を通して、保型形式は現代の数論で重要な役割を果たす。

## 定式化
保型形式の定式化に当たっては、Γ に対する一般的な意味での保型因子（群コホモロジーの言葉で言えば 1-コサイクルの一種）j が必要である。j は複素数値（あるいは一般にベクトル値の保型形式を考える場合にはそれに応じて複素正方行列値）の函数である。保型因子に課されるコサイクル条件は、j がヤコビ行列から導かれる場合には連鎖律を用いて機械的に確認することができる。
一般的な状況では、保型形式は G 上の（ベクトル値で考える場合は、ある固定された有限次元ベクトル空間 V に値をとる）函数 F で、
1. Γ の元 γ による平行移動による変換は所与の保型因子 j に比例する、
2. G 上のあるカシミール作用素（英語版）の固有函数である、
3. 無限遠での増加について特定の条件を満足する

という三種類の条件を満たすものである。最初の条件は F が「保型性」を持つ (automorphic)、つまり γ に対して F(g) と F(γg) との間に興味深い函数等式が満足されることを言っている。ベクトル値の場合は具体的に、群の有限次元表現 ρ が成分に作用して、それらを「ひねる」。カシミール作用素云々は、あるラプラス作用素が F を固有函数にもつということであり、これは F が優れた解析的性質を持つことを保障するが、しかしそれが実際に複素解析函数となるかどうかは場合による。三つ目の条件は G/Γ がコンパクトだが尖点を持つ場合を扱うためのものである。

## 歴史
（1960年ごろに）この非常に一般な状況が提示される以前に、モジュラー形式以外の保型形式は既に十分研究されていた。Γ がフックス群である場合は、1900年よりも前に既に知られていた（後述）。 ヒルベルト・モジュラー形式（あるいはヒルベルト-ブルメンタル形式と呼ばれることもある）がその後まもなく提唱されたが、その完全な理論は長らく得られなかった。ジーゲル・モジュラー形式 は G がシンプレクティック群の場合で、モジュライ空間とテータ函数から自然に生じるものである。第二次大戦後、多変数函数論における興味から自然に、それらの形式がいつ複素解析的になるかといったところから保型形式の概念が追求されていった。そのような理論の構築に関して、1960年ごろの数年で、多くの仕事が特にイリヤ・ピアテツキー＝シャピロによって成された。 セルバーグ跡公式の理論がたくさんの応用を持つなど、この理論が相当深いものであることが窺い知れる。ロバート・ラングランズはリーマン・ロッホの定理を保型形式の次元の計算に応用することができる方法を（特定の場合については多くの場合が知られていたが、そうではなく一般に）示した。これは概念の有効性についての「ポスト・ホック」な確認の一種である。ラングランズは（この問題に対する、スペクトル論の言葉で言えば「連続スペクトル」であるところのものに対応する）アイゼンシュタイン級数の尖点形式あるいは離散部分の吟味を除く一般論も導入している。数論の観点からは、シュリニヴァーサ・ラマヌジャン以降、尖点形式は問題の核心であると理解されている。

## 保型表現
その後に続く保型表現 (automorphic representation) の概念は、G としてアデール代数群としての代数群を採用することに技術的に大きな価値があることを証明した。アデールの使用は、合同部分群の族を一度に全部扱う方法であるという点で言えば、保型表現は上で導入した保型形式の概念に完全に含まれるというようなものではない。G のアデール形式の商に対する L2-空間の内で、保型表現は無限個の有限素点に対する p-進群の表現たちと無限素点に対する特定の展開環の表現たちとの無限テンソル積である。これがどれほど重要な転換かといえば、これによりヘッケ作用素がカシミール作用素と同じレベルにおかれるということになるのである（これは函数解析学の観点からは自然であるけれども、数論にとってはそれほど明らかではない）。この考え方は、ラングランズ哲学の定式化の基礎を成している。

## ポワンカレの発見と保型函数についての業績
ポワンカレが1880年代までに初めて興味を持った数学の分野は保型形式論であった。ポワンカレはその保型形式を、優秀な教師として知られ、微分方程式論・函数論の研究を行っていた数学者ラザラス・フックスに因んでフックス函数と名づけている。ポワンカレは博士論文の一部としてそれらの函数の概念を精力的に研究した。ポワンカレの定義によると、保型函数とは、その定義域で解析的かつ、一次分数変換からなるある可算無限群の作用で不変となる函数である。したがって、保型函数は三角函数および楕円函数双方を一般化するものである。 
ポワンカレは如何にしてフックス函数を発見したかを以下のように説明している。

## 注
1. ↑  Friedberg, Solomon. “_Solomon_Friedberg,_Boston_College.pdf Automorphic Forms: A Brief Introduction]”. 2014年2月10日閲覧。